# Adolf Magnus d'Hoym

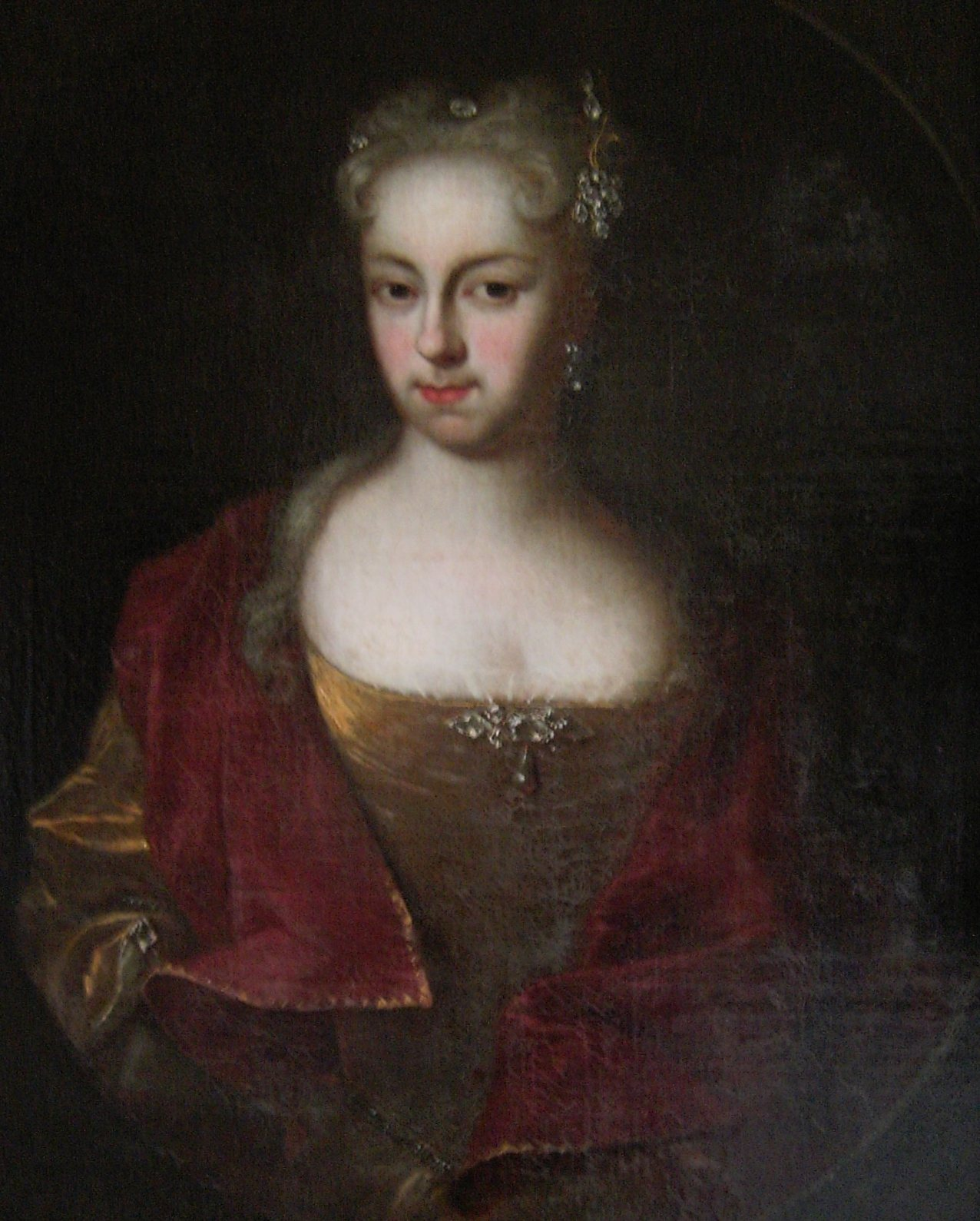
Anne Constance de Brockdorf

Adolph Magnus Freiherr d'Hoym qui deviendra en 1711, comte impérial d'Hoym (né le 6 mai 1668 à Droyßig, mort le 15 octobre 1723 à Ratibor, Haute-Silésie) est un électeur polonais, conseiller saxon, ministre de cabinet, inspecteur général  d'accise, puis  industriel.
Il est connu en raison de son mariage avec Anne Constance de Brockdorf, comtesse de Cosel (1680-1765), le 2 juin 1703. Le couple séjournera dans le château familial de Kreuzgasse à Dresde ; château en grande partie détruit par un incendie le 7 décembre 1704. Fort jaloux, il divorce en 1705, et Anne Constance devient officiellement la maîtresse de Auguste II dit le Fort.

## Biographie
Né d'une vieille famille noble, les Hoym d'Anhalt (les premières mentions des archives datent de 1195), Adolph Magnus est le fils ainé de Ludwig Gebhard d'Hoym (1631-1711) et de Catherine Sophie de Schönfeld.
À Dresde, le 18 juillet 1711, Adolph Magnus Hoym et ses trois frères Carl Siegfried, Ludwig Gerhard et Charles Henry Freiherr Hoym sont nommés régents par Auguste II. Le 16 mars 1715, ils reçoivent tous l'Inkolat (reconnaissance de noblesse) silésien à Vienne.
Adolph Magnus d'Hoym aura une belle carrière : tout d'abord, il est nommé en mars 1703, directeur général d'accise en Saxe. En 1706, il est nommé par Auguste II, ministre de cabinet et conseiller, mais les intrigues de la cour de Dresde menées par l'influent comte  Flemming et la comtesse Henriette Amalie de Reuss, le contraignent en 1711 à abandonner ses fonctions et à s'éloigner de la cour, vendant ses biens et se retirant en Silésie. Il occupera par la suite les fonctions d'industriel en achetant en 1714, l'usine de fabrication de laiton, de Jakob et Slawentzitz. Il opèrera un échange entre le domaine seigneurial Burgscheidungen (Saxe-Anhalt) et le domaine seigneurial de Birkigt (Saxe-Anhalt) avec Jakob Heinrich von Flemming.
Le 1er juin 1713, il vend à un haut fonctionnaire, Conrad Werner Weydemeyer, les deux-tiers de son domaine seigneurial de Kirchscheidungen (Saxe-Anhalt) pour 27 500 florins.
Il se mariera en secondes noces avec Johanna Maximiliana né Gräfin von Friesen, et mourra sans enfant.

## Source
- (de) Cet article est partiellement ou en totalité issu de l’article de Wikipédia en allemand intitulé « Adolph Magnus von Hoym » (voir la liste des auteurs).